# Change of Address (The Shadows)
Change of Address è un album del gruppo musicale britannico The Shadows, pubblicato dall'etichetta discografica Polydor nel 1980.
L'album è prodotto dallo stesso gruppo, che cura anche gli arrangiamenti. Dei 12 brani, 4 sono firmati da Hank Marvin, Bruce Welch e Brian Bennett, componenti della band.

## Tracce

### Lato A
1. Mozart Forte
2. Midnight Creepin'
3. Change of Address
4. Just the Way You Are
5. Indigo
6. Arty's Party

### Lato B
1. Outdigo
2. Hello Mr. W.A.M.
3. Temptation
4. Albatross
5. If You Leave Me Now
6. Equinoxe (Part V)